# Jozo Jakopić
Jozo Jakopić (Ljubinje, 1. travnja 1901. – Zürich, 6. studenoga 1946.), hrvatski nogometni izbornik i športski dužnosnik.
Jozo Jakopić ušao je u povijest hrvatskog nogometa kao izbornik koji je prvi sastavio hrvatsku nogometnu reprezentaciju iako formalno nije bio prvi izbornik. Naime, njegov predhodnik Hugo Kinert, koji je na tu dužnost imenovan 1918. godine, nije imao priliku niti jedan put sastaviti reprezentaciju, jer je samo pola godine nakon njegovog imenovanja, 13. travnja 1919. godine u Zagrebu utemeljen Jugoslavenski nogometni savez (JNS), u koji je uključena i nogometna sekcija Hrvatskog športskog saveza (preteča HNS-a).

## Imenovanje
13. i 14. svibnja 1939. godine, nakon izdvajanja hrvatskih nogometnih klubova iz Jugoslavenskog nogometnog saveza, oformljena je Hrvatska športska sloga kao vrhovna institucija hrvatskog športa, nakon toga 6. kolovoza 1939. uslijedila je Izvanredna skupština Hrvatskog športskog saveza, te je tom prigodom obnovljen samostalni Hrvatski nogometni savez. 
Na konstituirajućoj skupštini obnovljenog HNS–a, Jozo Jakopić izabran je za izbornika. Njegov mandat izbornika potvrđivan je i na Skupštinama 14. siječnja 1940., zatim 3. studenoga 1940., te 19. siječnja 1941. godine, kada je bila posljednja skupština HNS–a, jer je nastankom NDH došlo do reorganizacije čitavog sustava, pa tako i športa, pa i nogometa, te su na čelo HNS–a i njegovih podorganizacija određivani povjerenici. Jozu Jakopića na mjestu izbornika zamijenio je dr. Rudolf Hitrec, brat poznatog igrača Ice Hitreca.

## Utakmice
Ipak, Jozo Jakopić u svom mandatu uspio je 4 puta sastaviti hrvatsku nogometnu reprezentaciju, koja je u to vrijeme predstavljala Banovinu Hrvatsku između ostaloga i za prvi službeni susret hrvatske reprezentacije uopće, 2. travnja 1940. godine, protiv reprezentacije Švicarske.
Utakmica je odigrana na tadašnjem igralištu Građanskog, u Koturaškoj ulici (to igralište više ne postoji, jer su na tom prostoru sagrađene stambene zgrade). Hrvatska je u tom povijesnom susretu ubilježila i prvu pobjedu od 4:0 (0:0). Ukupno je reprezentaciju (tadašnje: predstavništvo) vodio četiri puta:
| 1. | 2. travnja 1940.  | Hrvatska  | Švicarska | 4:0 (0:0) |
| 2. | 21. travnja 1940. | Švicarska | Hrvatska  | 0:1 (0:0) |
| 3. | 2. svibnja 1940.  | Mađarska  | Hrvatska  | 1:0 (0:0) |
| 4. | 8. prosinca 1940. | Hrvatska  | Mađarska  | 1:1 (1:1) |

## Građanski
Jakopić je bio dugogodišnji istaknuti športski djelatnik u zagrebačkom Građanskom (bio je glavnim tajnikom kluba od 1934. do 1941. godine) u vrijeme kada je taj klub slovio za jednu od najboljih europskih momčadi, krajem 30-ih godina XX. stoljeća.

## Smrt
Za vrijeme NDH bio je proganjan, pa je napustio Zagreb i smjestio se u švicarskom gradu Zürichu, čekajući na iseljenje bratu koji je već živio u Americi, u Chicagu. Ipak, preseljenje nije dočekao, umro je u 6. studenoga 1946. u Kantonalnoj bolnici u Zürichu, te je pokopan na groblju Enzenbühl u Zürichu.